# 楊巨川
杨巨川（1873年—1954年），字揖舟，号松岩，又号青城外史，甘肃金縣人（今榆中县）青城镇人，清光绪三十年（1904年）甲辰科進士，殿試二甲第一百零七名。授刑部主事。次年赴日本考察，加入同盟会；三十三年（1907年）回国，出任湖南新田、麻阳知县。
民國年間返乡，當選甘肃省议会议员，1921年5月至1924年1月，任敦煌县长，期間力主禁烟，終因得罪地方权贵绅士，并遭上级官僚排挤，愤而辞官。